# Telefoontap
Een telefoontap  is het door een derde partij aftappen van een telefoonlijn om heimelijk telefoongesprekken tussen twee partijen af te luisteren. Het is illegaal wanneer dit door particulieren gebeurt, maar politie en geheime diensten mogen binnen de kaders van de wet op legale wijze telefoontaps plaatsen. Dit laatste wordt met een Engelse term lawful interception (LI) genoemd. De bij telefoongesprekken horende metadata kunnen apart worden opgevraagd of onderschept.

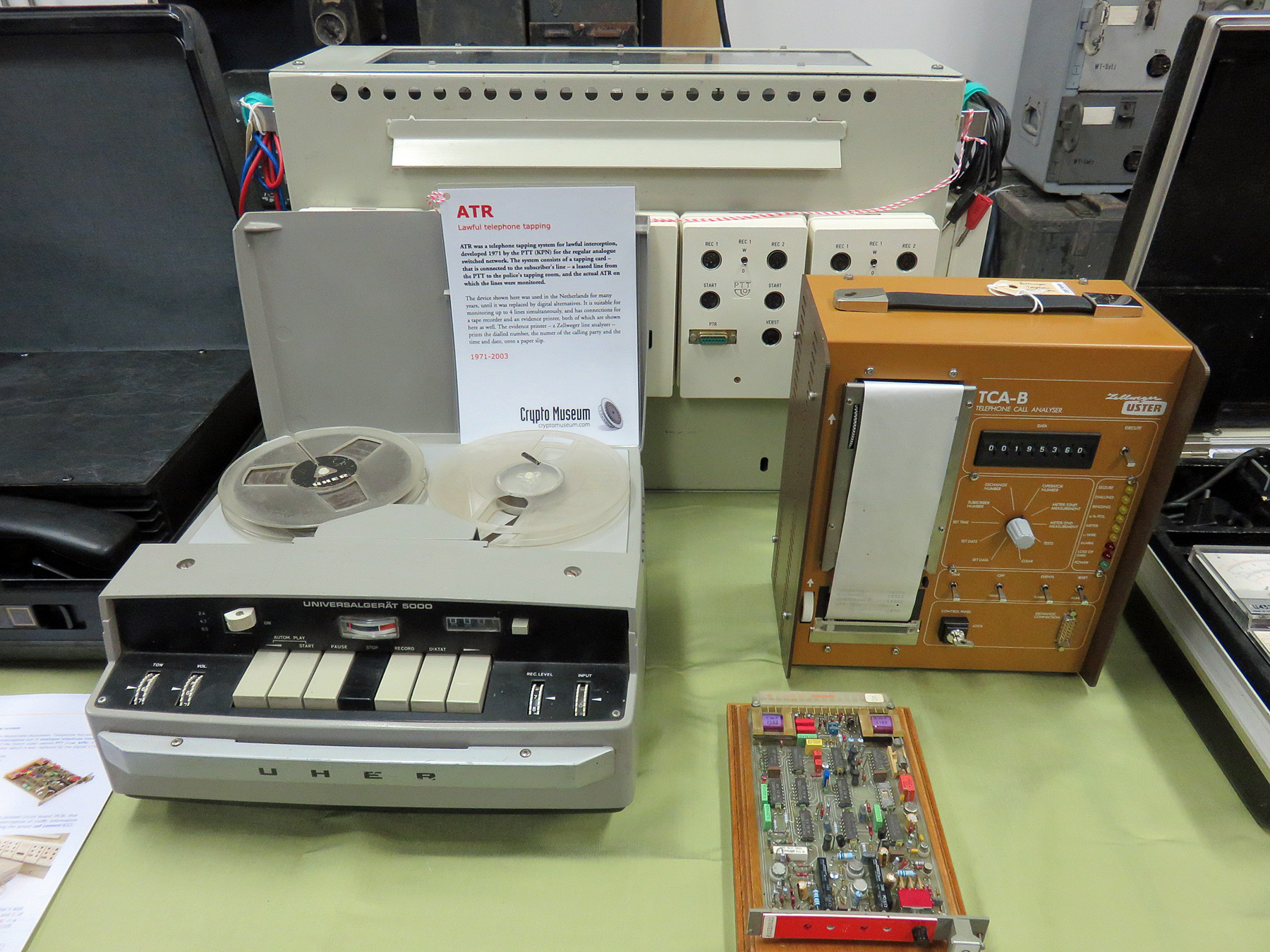
Onderdelen van het Automatische Telefoon Registratie (ATR) systeem dat van 1971 tot 2003 door de PTT en de Nederlandse politie werd gebruikt voor het aftappen van vaste telefoonlijnen.

## Telefoontaps in Nederland
In Nederland mogen de volgende overheidsdiensten gebruikmaken van telefoontaps:
- De Nationale politie
- De Koninklijke Marechaussee

De vier Bijzondere Opsporingsdiensten:
- Fiscale Inlichtingen en Opsporingsdienst en Economische controledienst (FIOD-ECD)
- Nederlandse Arbeidsinspectie (voorheen SIOD, later Inspectie SZW)
- Inspectie Leefomgeving en Transport (voorheen IOD van VROM)
- Algemene Inspectiedienst (AID) van LNV

De twee geheime diensten:
- Algemene Inlichtingen- en Veiligheidsdienst (AIVD)
- Militaire Inlichtingen- en Veiligheidsdienst (MIVD)

### Politie

#### Wettelijk kader
De Nederlandse politie mag telefoongesprekken afluisteren en telefoongegevens opvragen op basis van de artikelen 126la t/m 126nc in Boek 1, Titel IVA van het Wetboek van Strafvordering (Sv). Deze bijzondere opsporingsbevoegdheden werden na de parlementaire enquête opsporingsmethoden opnieuw geregeld via de Wet bijzondere opsporingsbevoegdheden (Wet BOB) en zijn per 1 februari 2000 van kracht geworden.
Een gerichte telefoontap mag volgens art. 126m Sv alleen geplaatst worden als het dringend nodig is voor het onderzoek naar een misdrijf waarop een gevangenisstraf van vier jaar of meer staat (waarbij de verdachte voor voorlopige hechtenis in aanmerking komt) en die een ernstige inbreuk op de rechtsorde vormt.
Een telefoontap kan voor een periode van maximaal vier weken worden geplaatst op bevel van een officier van justitie, na voorafgaande machtiging door een rechter-commissaris. De tap kan verlengd worden na toestemming door de officier van justitie. Informatie afkomstig uit een telefoontap mag alleen in andere onderzoeken gebruikt worden na toestemming door een rechter-commissaris en wordt, afhankelijk van het misdrijf, tussen de vijf en dertig jaar bewaard.
Op basis van art. 126n Sv kan de politie, na voorafgaande toestemming van een officier van justitie, ook gegevens over een bepaalde gebruiker, alsmede gegevens over diens telefoonverkeer (dat wil zeggen de metadata) opvragen. Dit kan zowel bestaande als toekomstige gegevens betreffen, voor periode van maximaal drie maanden, waarbij verlenging mogelijk is.
Voor het uitvoeren van telefoontaps en het opvragen van telefoniegegevens bieden de artikelen 126t t/m 126 ug Sv een aparte regeling als het gaat om georganiseerde misdaad en de artikelen 126zg t/m 126zj Sv als er aanwijzingen voor een terroristisch misdrijf zijn.
Een opsporingsambtenaar van de politie kan gegevens als naam, adres en telefoonnummers van een gebruiker op grond van art. 126na Sv opvragen via het Centraal Informatiepunt Onderzoek Telecommunicatie (CIOT), dat als centraal doorgeefluik voor de telecom- en internetaanbieders fungeert.

#### Aantallen
In een rapport uit 2003 van het Max Planck Institute for Foreign and International Criminal Law werden Italië en Nederland aangemerkt als de "tapkampioenen van de westerse wereld." Met 76 taps per 100.000 inwoners kwam Italië op de eerste plaats, gevolgd door Nederland met 62 taps. Op de derde plaats kwam Zwitserland met 32 taps. Met 9 taps per 100.000 kwam Oostenrijk op de laatste plaats van de west-europese landen. In de Verenigde Staten waren er volgens het rapport slechts 0,5 gerichte taps per 100.000 inwoners.
In Nederland worden aanzienlijk meer telefoontaps geplaatst dan in vergelijkbare landen. In de tweede helft van 2007 werden er per dag in Nederland haast 1700 telefoons afgeluisterd, terwijl in de Verenigde Staten in 2007 'slechts' 2200 taps werden geplaatst. In een half jaar werden in Nederland haast 12500 taps geplaatst. In november 2009 verklaarde de voorzitter van het College van procureurs-generaal, Harm Nanne Brouwer, dat het in Nederland in 2008 om 26.000 taps ging, tegenover 2.200 in de Verenigde Staten.
Het relatief grote aantal telefoontaps in Nederland vergeleken met de Verenigde Staten, komt onder meer omdat de politie en de FBI daar veel meer gebruikmaken van observatie en het plaatsen van afluisterapparatuur in woningen, wat in Nederland als een zwaardere inbreuk op de privacy wordt gezien dan een telefoontap. Ook zijn er geen cijfers beschikbaar voor de aantallen telefoontaps die in de VS ter bestrijding van spionage en terrorisme, alsmede door de NSA ingezet worden.
Van 2007 tot en met 2013 werden blijkens cijfers van het Ministerie van Veiligheid en Justitie voor de volgende aantallen telefoonnummers een tapbevel gegeven:
| Aantallen telefoontaps door de politie | Aantallen telefoontaps door de politie | Aantallen telefoontaps door de politie | Aantallen telefoontaps door de politie | Aantallen telefoontaps door de politie |
| Jaar                                   | Telefoontaps                           | Gemiddeld per dag                      | % Mobiel                               | % Vast                                 |
| -------------------------------------- | -------------------------------------- | -------------------------------------- | -------------------------------------- | -------------------------------------- |
| 2007                                   | 12.491*                                | 1.681                                  | 84%                                    | 16%                                    |
| 2008                                   | 26.425                                 | 1.946                                  | 90%                                    | 10%                                    |
| 2009                                   | 24.724                                 | 2.121                                  | 86%                                    | 14%                                    |
| 2010                                   | 22.006                                 | 1.635                                  | -                                      | -                                      |
| 2011                                   | 24.718                                 | 1.638                                  | -                                      | -                                      |
| 2012                                   | 25.487                                 | 1.293                                  | -                                      | -                                      |
| 2013                                   | 26.150                                 | 1.391                                  | -                                      | -                                      |
| * tweede helft 2007                    |                                        |                                        |                                        |                                        |

Sinds 2014 wordt als gevolg van de invoering van een nieuwe interceptiestandaard, geen onderscheid meer gemaakt tussen telefoon- en internettaps. Dat betekent dat de ca. 25.000 taps in dat jaar zowel op telefoon- als internetverkeer betrekking kunnen hebben, dit aangezien de meeste taps tegenwoordig op smartphones worden gezet. De nieuwe interceptiestandaard houdt in dat zowel voor het tappen van telefonie als van internetverkeer, voortaan hetzelfde overdrachtsprotocol gebruikt wordt om de afgetapte gegevens over te dragen. Voordien waren er aparte standaarden voor spraak en voor internet in gebruik.
| Aantal getapte nummers door de politie | Aantal getapte nummers door de politie | Aantal getapte nummers door de politie |
| Jaar                                   | Totaal                                 | Gemiddeld per dag                      |
| -------------------------------------- | -------------------------------------- | -------------------------------------- |
| 2014                                   | 25.181                                 | 1.386                                  |
| 2015                                   | 24.063                                 | 1.415                                  |
| 2016                                   | 24.850                                 | 1.423                                  |

### Geheime diensten
In Nederland hebben ook de Algemene Inlichtingen- en Veiligheidsdienst (AIVD) en de Militaire Inlichtingen- en Veiligheidsdienst (MIVD) de bevoegdheid om een gerichte telefoontap te plaatsen. Op basis van art. 47 Wiv 2017 (voordien art. 25 Wiv 2002) hebben de AIVD en de MIVD voor een gerichte telefoontap voorafgaande toestemming van de minister van Binnenlandse Zaken, respectievelijk Defensie nodig, die vervolgens door de Toetsingscommissie Inzet Bevoegdheden (TIB) getoetst wordt.
De vroegere BVD had voor een telefoontap toestemming nodig van zowel de minister-president, de minister van Binnenlandse Zaken, de minister van Justitie als de minister van Verkeer en Waterstaat. Dit was bepaald in art. 139c van het Wetboek van Strafrecht dat het afluisteren van telefoongesprekken verbood, behalve in het belang van de veiligheid van de Staat (en de strafvordering). Het afluisteren door de BVD mocht slechts gebeuren op basis van een telkens voor maximaal 3 maanden uit te vaardigen ministeriële last die een individueel geval moest betreffen en op een concrete reden gebaseerd moest zijn.
In 2010 liet het ministerie van Binnenlandse Zaken mede namens het ministerie van Defensie aan de Tweede Kamer weten dat er in het jaar 2009 in totaal 1078 taps waren uitgezet door de AIVD en 53 door de MIVD. Daarbij werd niet duidelijk gemaakt of het daarbij ging om telefoon- of internettaps, dan wel of gebruik was gemaakt van microfoons om gesprekken op te vangen.
Sinds juli 2004 worden alle door de AIVD gemaakte opnames met betrekking tot terrorisme, zowel door middel van een telefoontap, als door middel van microfoons, opgeslagen voor een periode van tien jaar.
Begin 2016 wist Bits of Freedom via een Wob-verzoek de cijfers te verkrijgen van de aantallen taps die van 1984 t/m 2001 door de BVD waren gezet. Openbaarmaking van meer recente cijfers werd door de overheid geweigerd omdat die inzicht zouden bieden in de "modus operandi van de AIVD". In december 2017 oordeelde de Raad van State dat het geheimhouden van de tapstatistieken onvoldoende gemotiveerd was, waarna de ministers van Binnenlandse Zaken en Defensie besloten om de aantallen gerichte taps uit voorgaande jaren te publiceren en dat in de jaarverslagen van de AIVD en de MIVD ook voortaan te blijven doen.
| Aantallen gerichte taps door de BVD | Aantallen gerichte taps door de BVD | Aantallen gerichte taps door de BVD | Aantallen gerichte taps door de BVD | Aantallen gerichte taps door de BVD | Aantallen gerichte taps door de BVD | Aantallen gerichte taps door de BVD | Aantallen gerichte taps door de BVD | Aantallen gerichte taps door de BVD | Aantallen gerichte taps door de BVD | Aantallen gerichte taps door de BVD | Aantallen gerichte taps door de BVD | Aantallen gerichte taps door de BVD | Aantallen gerichte taps door de BVD | Aantallen gerichte taps door de BVD | Aantallen gerichte taps door de BVD |
| Jaar:                               | 1984                                | 1985                                | 1986                                | ...                                 | 1991                                | 1992                                | 1993                                | 1994                                | 1995                                | 1996                                | 1997                                | 1998                                | 1999                                | 2000                                | 2001                                |
| ----------------------------------- | ----------------------------------- | ----------------------------------- | ----------------------------------- | ----------------------------------- | ----------------------------------- | ----------------------------------- | ----------------------------------- | ----------------------------------- | ----------------------------------- | ----------------------------------- | ----------------------------------- | ----------------------------------- | ----------------------------------- | ----------------------------------- | ----------------------------------- |
| Aantal:                             | 299                                 | 328                                 | 323                                 | ...                                 | 367                                 | 325                                 | 312                                 | 377                                 | 459                                 | 463                                 | 600                                 | 795                                 | 783                                 | 718                                 | 593                                 |

| Aantallen gerichte telefoon-, internet- en microfoontaps door de AIVD | Aantallen gerichte telefoon-, internet- en microfoontaps door de AIVD | Aantallen gerichte telefoon-, internet- en microfoontaps door de AIVD | Aantallen gerichte telefoon-, internet- en microfoontaps door de AIVD | Aantallen gerichte telefoon-, internet- en microfoontaps door de AIVD | Aantallen gerichte telefoon-, internet- en microfoontaps door de AIVD | Aantallen gerichte telefoon-, internet- en microfoontaps door de AIVD | Aantallen gerichte telefoon-, internet- en microfoontaps door de AIVD | Aantallen gerichte telefoon-, internet- en microfoontaps door de AIVD | Aantallen gerichte telefoon-, internet- en microfoontaps door de AIVD | Aantallen gerichte telefoon-, internet- en microfoontaps door de AIVD | Aantallen gerichte telefoon-, internet- en microfoontaps door de AIVD | Aantallen gerichte telefoon-, internet- en microfoontaps door de AIVD | Aantallen gerichte telefoon-, internet- en microfoontaps door de AIVD | Aantallen gerichte telefoon-, internet- en microfoontaps door de AIVD | Aantallen gerichte telefoon-, internet- en microfoontaps door de AIVD | Aantallen gerichte telefoon-, internet- en microfoontaps door de AIVD | Aantallen gerichte telefoon-, internet- en microfoontaps door de AIVD | Aantallen gerichte telefoon-, internet- en microfoontaps door de AIVD | Aantallen gerichte telefoon-, internet- en microfoontaps door de AIVD | Aantallen gerichte telefoon-, internet- en microfoontaps door de AIVD | Aantallen gerichte telefoon-, internet- en microfoontaps door de AIVD | Aantallen gerichte telefoon-, internet- en microfoontaps door de AIVD | Aantallen gerichte telefoon-, internet- en microfoontaps door de AIVD |
| Jaar:                                                                 | 2002                                                                  | 2003                                                                  | 2004                                                                  | 2005                                                                  | 2006                                                                  | 2007                                                                  | 2008                                                                  | 2009                                                                  | 2010                                                                  | 2011                                                                  | 2012                                                                  | 2013                                                                  | 2014                                                                  | 2015                                                                  | 2016                                                                  | 2017                                                                  | 2018                                                                  | 2019                                                                  | 2020                                                                  | 2021                                                                  | 2022                                                                  | 2023                                                                  | 2024                                                                  |
| --------------------------------------------------------------------- | --------------------------------------------------------------------- | --------------------------------------------------------------------- | --------------------------------------------------------------------- | --------------------------------------------------------------------- | --------------------------------------------------------------------- | --------------------------------------------------------------------- | --------------------------------------------------------------------- | --------------------------------------------------------------------- | --------------------------------------------------------------------- | --------------------------------------------------------------------- | --------------------------------------------------------------------- | --------------------------------------------------------------------- | --------------------------------------------------------------------- | --------------------------------------------------------------------- | --------------------------------------------------------------------- | --------------------------------------------------------------------- | --------------------------------------------------------------------- | --------------------------------------------------------------------- | --------------------------------------------------------------------- | --------------------------------------------------------------------- | --------------------------------------------------------------------- | --------------------------------------------------------------------- | --------------------------------------------------------------------- |
| Aantal:                                                               | 559                                                                   | 691                                                                   | 775                                                                   | 990                                                                   | 1324                                                                  | 1252                                                                  | 1246                                                                  | 1298                                                                  | 1405                                                                  | 1814                                                                  | 2060                                                                  | 2230                                                                  | 2404                                                                  | 2544                                                                  | 3095                                                                  | 3205                                                                  | 3517                                                                  | 2579                                                                  | 2088                                                                  | 1133                                                                  | 1930                                                                  | 1117                                                                  | 1258                                                                  |

| Aantallen gerichte telefoon-, internet- en microfoontaps door de MIVD | Aantallen gerichte telefoon-, internet- en microfoontaps door de MIVD | Aantallen gerichte telefoon-, internet- en microfoontaps door de MIVD | Aantallen gerichte telefoon-, internet- en microfoontaps door de MIVD | Aantallen gerichte telefoon-, internet- en microfoontaps door de MIVD | Aantallen gerichte telefoon-, internet- en microfoontaps door de MIVD | Aantallen gerichte telefoon-, internet- en microfoontaps door de MIVD | Aantallen gerichte telefoon-, internet- en microfoontaps door de MIVD | Aantallen gerichte telefoon-, internet- en microfoontaps door de MIVD | Aantallen gerichte telefoon-, internet- en microfoontaps door de MIVD | Aantallen gerichte telefoon-, internet- en microfoontaps door de MIVD | Aantallen gerichte telefoon-, internet- en microfoontaps door de MIVD | Aantallen gerichte telefoon-, internet- en microfoontaps door de MIVD | Aantallen gerichte telefoon-, internet- en microfoontaps door de MIVD | Aantallen gerichte telefoon-, internet- en microfoontaps door de MIVD | Aantallen gerichte telefoon-, internet- en microfoontaps door de MIVD | Aantallen gerichte telefoon-, internet- en microfoontaps door de MIVD | Aantallen gerichte telefoon-, internet- en microfoontaps door de MIVD | Aantallen gerichte telefoon-, internet- en microfoontaps door de MIVD | Aantallen gerichte telefoon-, internet- en microfoontaps door de MIVD | Aantallen gerichte telefoon-, internet- en microfoontaps door de MIVD | Aantallen gerichte telefoon-, internet- en microfoontaps door de MIVD | Aantallen gerichte telefoon-, internet- en microfoontaps door de MIVD | Aantallen gerichte telefoon-, internet- en microfoontaps door de MIVD |
|                                                                       | 2002                                                                  | 2003                                                                  | 2004                                                                  | 2005                                                                  | 2006                                                                  | 2007                                                                  | 2008                                                                  | 2009                                                                  | 2010                                                                  | 2011                                                                  | 2012                                                                  | 2013                                                                  | 2014                                                                  | 2015                                                                  | 2016                                                                  | 2017                                                                  | 2018                                                                  | 2019                                                                  | 2020                                                                  | 2021                                                                  | 2022                                                                  | 2023                                                                  | 2024                                                                  |
| --------------------------------------------------------------------- | --------------------------------------------------------------------- | --------------------------------------------------------------------- | --------------------------------------------------------------------- | --------------------------------------------------------------------- | --------------------------------------------------------------------- | --------------------------------------------------------------------- | --------------------------------------------------------------------- | --------------------------------------------------------------------- | --------------------------------------------------------------------- | --------------------------------------------------------------------- | --------------------------------------------------------------------- | --------------------------------------------------------------------- | --------------------------------------------------------------------- | --------------------------------------------------------------------- | --------------------------------------------------------------------- | --------------------------------------------------------------------- | --------------------------------------------------------------------- | --------------------------------------------------------------------- | --------------------------------------------------------------------- | --------------------------------------------------------------------- | --------------------------------------------------------------------- | --------------------------------------------------------------------- | --------------------------------------------------------------------- |
| Taps:                                                                 | 0                                                                     | 0                                                                     | 19                                                                    | 21                                                                    | 21                                                                    | 30                                                                    | 39                                                                    | 77                                                                    | 55                                                                    | 70                                                                    | 64                                                                    | 85                                                                    | 65                                                                    | 138                                                                   | 382                                                                   | 348                                                                   | 309                                                                   | 879                                                                   | 1236                                                                  | 871                                                                   | 704                                                                   | 2666                                                                  | 5397                                                                  |

### Technische uitvoering
In Nederland zijn de telefoonbedrijven wettelijk verplicht om technische voorzieningen voor het afluisteren van telefoongesprekken in hun systemen aan te brengen. Dit betreft zowel de traditionele vaste lijnen als de mobiele netwerken. Na ontvangst van een tapbevel wordt door medewerkers van het telefoonbedrijf de tap in werking gesteld. Feitelijk betekent dat voor dat het betreffende telefoonnummer een conference call wordt opgezet, waarbij de derde partij alleen kan meeluisteren en zelf niet gehoord kan worden.
Vanuit de telefooncentrales worden deze tapverbindingen via speciale lijnen doorgestuurd naar de zogeheten tapkamers van de politie. Een tapkamer bestaat tegenwoordig uit een centrale server waar de binnenkomende gesprekken digitaal opgeslagen worden en door speciale software bewerkt, gesorteerd en gearchiveerd worden. Al naargelang de personele capaciteit het toelaat kunnen de gesprekken in real-time worden meegeluisterd, hetzij in een centrale ruimte, hetzij via computers op individuele werkplekken.
In het jaar 2000 beschikte de politie over 39 tapkamers, uiteenlopend van die in Apeldoorn met een capaciteit van 1200 lijnen, tot mobiele systemen voor acht lijnen tegelijkertijd. In 2006 werden bijna driekwart van de gesprekken verwerkt door een systeem van Verint (voorheen Comverse). Andere leveranciers waren Atis, Digivox, IDD en EAL.
Tegenwoordig is het de Landelijke Eenheid (LE) van de politie die de verzoeken om telefoontaps van de afzonderlijke politie-eenheden, de Rijksrecherche, de bijzondere opsporingsdiensten, alsmede van de Koninklijke Marechaussee ontvangt en deze overbrengt naar de diverse aanbieders van telecommunicatiediensten. Deze aanbieders sturen vervolgens de getapte gesprekken naar de afdeling Interceptie & Sensing (I&S, voorheen Unit Landelijke Interceptie, ULI) van de Landelijke Eenheid, dat als centraal loket fungeert om de taps naar de juiste diensten en eenheden door te zetten.
In september 2022 meldde het NRC dat de centrale tapkamer van de politie dermate slecht functioneerde, dat belangrijke opsporingsonderzoeken in gevaar zouden zijn gekomen. Van het in 2019 aangeschafte tapsysteem van het Israëlische bedrijf Elbit bleek na drie jaar nog geen enkel onderdeel (verzamelen, opslaan, vindbaar maken) goed te functioneren. Hierdoor bleef de politie aangewezen op het voorgaande, in 2010 aangeschafte systeem van Cognyte (voorheen Verint), dat nog slechts zeer provisorisch operationeel gehouden werd. Dit systeem was echter niet bedoeld voor moderne smartphones, zodat de politie daarvoor aanvullend gebruik maakte van een systeem genaamd Replay, dat ontwikkeld was door het Nederlandse bedrijf Fox-IT. Wat eveneens niet functioneerde was het filter waarmee voorkomen moet worden dat gesprekken tussen verdachten en hun advocaten getapt wordt.
De AIVD beschikt over een eigen tapkamer, waar naast telefoon-, ook microfoonopnames binnenkomen. Deze tapkamer behandelt ook de telefoontaps voor de MIVD. Beide diensten gebruikten eveneens tapsystemen van Comverse/Verint.

### Stealth sms
In het kader van een telefoontap kan ook gebruik gemaakt worden van een zogeheten "stille sms" of "stealth sms". Daarbij wordt een sms-bericht naar de telefoon van een verdachte gestuurd, zonder dat deze kan zien dat zo'n sms is binnengekomen. Hierdoor moet de betreffende mobiele telefoon contact maken met de dichtstbijzijnde zendmast, waardoor eenvoudig de locatie van de telefoon bepaald kan worden.
Mediaberichten als zouden via een stille sms ook op afstand de microfoon en de camera van een mobiele telefoon kunnen worden geactiveerd, werden door het Openbaar Ministerie afgedaan als onzin. De politie past deze methode sinds 2005 toe, maar een rechterlijke uitspraak uit 2013 bekritiseerde dat er onvoldoende waarborgen voor een correcte toepassing van stille sms'jes waren. Het arrest 'Stille SMS' zag op de inzet van stille sms'jes.

## Taps in Caribisch Nederland
In het Caribisch deel van het Koninkrijk der Nederlanden zijn de politie, de recherche, de marechaussee en de douane van Curaçao, Sint Maarten en de BES eilanden Bonaire, Sint-Eustatius en Saba aangesloten bij het interceptiesysteem dat beheerd wordt door het Recherchesamenwerkingsteam (RST) van de betrokken landen.
Van 2014 t/m 2016 werden de 31 telefoon- en internetdiensten van de 13 providers op deze eilanden aftapbaar gemaakt. Vervolgens werd vanaf januari 2015 een nieuw interceptiesysteem in gebruik genomen, waar de verschillende diensten een voor een op aangesloten werden. Het nieuwe systeem maakt het onder meer mogelijk om "gedelegeerd taps te kunnen zetten en activeren volgens het vier ogen principe", alsmede gegevens over de gebruikers en de aantallen taps per periode te leveren. In 2015 liepen er gemiddeld 76 taps per maand.

## Telefoontaps in België
In België is de telefoontap geregeld in het Wetboek van Strafvordering, meer bepaald in artikel 90ter. Een Onderzoeksrechter is bevoegd deze maatregel toe te passen in een gerechtelijk onderzoek. De maatregel wordt na afloop van het onderzoek gecontroleerd naar wettelijkheid door de Kamer van inbeschuldigingstelling (KI).
Belangrijk is dat het vertrouwelijk overleg tussen een advocaat en zijn cliënt (bijvoorbeeld in de verhoorkamer van een politiekantoor) strikt geheim is en politieagenten deze communicatie niet mogen afluisteren, er kennis van nemen of opnemen.